# Interdisziplinäres Forschungszentrum für Technik, Arbeit und Kultur
Das Interdisziplinäre Forschungszentrum für Technik, Arbeit und Kultur (IFZ) (früher Interuniversitäres Forschungszentrum für Technik, Arbeit und Kultur) ist eine international tätige, außeruniversitäre Forschungseinrichtung mit dem Ziel, durch ihre Forschungsarbeit zu einer sozial- und umweltverträglichen, nachhaltigen, geschlechtergerechten Technikgestaltung beizutragen. Dabei bewegt es sich im Spannungsfeld zwischen Wissenschaft und Politik, Reflexion und Intervention. Auftraggeber und Partner der Forschungsprojekte (Antrags- und Auftragsforschung) sind die öffentliche Hand (Städte, Länder, Ministerien, Europäische Kommission), Forschungsinstitutionen und Unternehmen.
Das IFZ betreibt Forschung, wissenschaftliche Beratung und Lehre im Spannungsfeld von Technik und Gesellschaft. Das IFZ ist Gründungsmitglied des deutschsprachigen Netzwerks Technikfolgenabschätzung (NTA) und der RRI Plattform Österreich.
Mit seiner forschungsgeleiteten Lehre zu ausgewählten Themen im Spannungsfeld von Technik, Gesellschaft und Umwelt ergänzt das IFZ das Lehrangebot der Grazer Universitäten.

## Geschichte und Struktur
Das IFZ wurde 1988 als studentische Initiative in Graz mit dem Ziel gegründet, Technologie als soziales Projekt zu thematisieren und soziale Themen in das Technikstudium zu integrieren.
Das IFZ ist als wissenschaftlicher Verein organisiert, der Forschung und Weiterbildung auf allen Gebieten der Technik- und Innovationsforschung betreibt. Viele Jahre gab es eine Anbindung an die Alpen-Adria-Universität Klagenfurt (Institut für Technik- und Wissenschaftsforschung an der Fakultät für Interdisziplinäre Forschung und Fortbildung – IFF), die 2018 aus organisatorischen Gründen beendet wurde. Während dieser Zeit nutzte das IFZ in Medien und Veröffentlichungen den Namen Interuniversitäres Forschungszentrum für Technik, Arbeit und Kultur. Derzeit bestehen Kooperationen mit der Universität Graz und der Technischen Universität Graz. 15 Wissenschaftlerinnen und Wissenschaftler aus den Natur-, Sozial-, Ingenieur- und Geisteswissenschaften arbeiten am IFZ in interdisziplinär ausgerichteten Projektteams.

## Aktivitäten
Das IFZ untersucht, welche sozialen, ökologischen und gesundheitlichen Auswirkungen Technologien und Produkte haben und wie sozial- und umweltverträgliche Innovationen gefördert werden können. Damit soll ein Beitrag zu einer wissenschaftlich informierten und normativ reflektierten Gestaltung von Technologien geleistet werden.
Die Themen der zahlreichen nationalen und internationalen Forschungsprojekte reichen von alternativen, landwirtschaftlichen Lebensmittel-Netzwerken und nachhaltigen Lebensmittelsystemen, über intelligente Haushaltsgeräte im Rahmen nachhaltiger Energiesysteme, Managementoptionen zur Verbesserung der Energieeffizienz im Haushalt und Beiträgen aktiven bürgerlichen Engagements im Energiebereich bis zu Life Cycle Assessments, die Beschaffung energieeffizienter Produkte, Dienst- und Bauleistungen, die Risikobewertung bei genetisch veränderten Organismen, die Förderung smarter IT-Nutzung junger Menschen und die Erhöhung der Partizipation und beruflichen Förderung von Wissenschaftlerinnen. Auch andere Projekte zu partizipativer Technikgestaltung, Evaluationen von Gleichstellungsmaßnahmen in Naturwissenschaft und Technik sowie queer-feministische Technik- und Wissenschaftsforschung werden am IFZ durchgeführt. In vielen dieser Projekte kooperiert das IFZ mit internationalen Partnern, z. B. Institut für sozial-ökologische Forschung, Öko-Institut, The Open University, University of Sussex, École normale supérieure de Cachan, Universität Osaka, ICLEI, Universität Wageningen, Bergische Universität Wuppertal, vielfach in Projekten, die von der Europäischen Union gefördert werden.
Das IFZ betreut seit 1999 das internationale, englischsprachige Fellowshipprogramm des Institute for Advanced Studies on Science, Technology and Society (IAS-STS), über das ein intensiver internationaler Wissenschafts- und Personalaustausch gepflegt wird.
Das Forschungszentrum gab von 1990 bis 2014 die Zeitschrift Soziale Technik heraus. Sie war im deutschsprachigen Raum die einzige regelmäßig erscheinende Zeitschrift für umwelt- und sozialwissenschaftliche Technikforschung.